# VMOS
VMOS — виртуальная машина на Android, которая может запускать другую ОС Android в качестве гостевой операционной системы. По желанию пользователи могут запускать гостевую виртуальную машину Android в качестве рутированной (rooting) ОС Android. Гостевая операционная система Android VMOS имеет доступ к магазину Google Play и другим приложениям Google. VMOS стала первой виртуальной машиной для Android, поддерживающей сервисы Google Play и другие приложения Google.

## Виртуализация
Само приложение при загрузке является базовым ядром виртуализации, однако образ операционной системы Android для гостевой ОС загружается при первом открытии приложения. Поскольку гостевая операционная система находится в виртуализированной среде, любые конфигурации, такие как рутированное ядро Android на гостевой системе, не влияют на операционную систему Android на хосте или устройстве. Благодаря этому VMOS позволяет запускать на телефоне через виртуализацию рутированную операционную систему Android без фактического рутирования устройства и, следовательно, без проблем с гарантией или с оператором/поставщиком сотовой связи. Будучи виртуальной машиной, гостевая операционная система Android имеет отдельный образ диска, поэтому если вирус или другая угроза сделает что-то вредоносное в гостевой операционной системе, это не повлияет на основное устройство и основную операционную систему.

### Требования к устройству
Поскольку приложение является виртуальной машиной, у него есть требования, которым должно соответствовать устройство для работы приложения. Одно из таких требований заключается в том, что телефон должен иметь объём памяти не менее 32 ГБ. Приложению также требуется не менее 2 ГБ оперативной памяти. Для того чтобы приложение могло выполнять виртуализацию и любые дополнительные пользовательские настройки для гостевой ОС, ему требуется несколько разрешений.

### Настройки виртуальной машины
VMOS поставляется с множеством настроек конфигурации гостевой ОС, помимо укоренения операционной системы Android. Некоторые из этих параметров включают выбор разрешения размера дисплея, которое будет использовать пользователь, возможность импорта приложений из основной ОС, или наоборот экспорта в основную ОС, разрешение на использование телефонных звонков и многие другие.

## Применение
Хотя приложение VM можно использовать для всего, что пожелает пользователь, известны некоторые примечательные случаи его использования. Некоторые крупные разработчики программного обеспечения предлагают пользователям установить VMOS для использования их программ на устройстве с операционной системой Android.
Одно из таких известных применений — разработчики приложений, создающие приложения для Android, предназначенные для устройств с рутом Android. Другой способ использования — возможность для пользователей работать в многозадачном режиме или использовать приложение с двумя экземплярами, поскольку многие приложения для Android могут иметь только один экземпляр.

## Отзывы
Приложение получило самые разные отзывы. Однако все положительно отозвались о том, что оно может виртуализировать операционную систему Android.
Некоторые из положительных отзывов были связаны с тем, что приложение может использоваться разработчиками для тестирования приложений Android, предназначенных для устройств с Root-правами, что устраняет проблемы, с которыми сталкиваются разработчики при рутировании собственных устройств для тестирования своих приложений. Ещё одним положительным моментом было то, что приложение может не только работать в фоновом режиме, но и запускаться как плавающее окно. Таким образом, гостевая ОС и хост могут использоваться одновременно. Одним из главных плюсов было то, что если приложение будет перенесено на устройство без Android, например Huawei Mate 30, пользователь сможет использовать приложения Google, Google Play Apps, а также операционную систему Android через перенесенное приложение VMOS. VMOS также позволяет иметь несколько учётных записей в приложениях.
Среди отрицательных моментов было отмечено, что все виртуализированные операционные системы, независимо от платформы, на которой находится хост, никогда не смогут достичь той же скорости, что и хост. 
Ещё один вопрос, который был поднят, — это размер, который приложение занимает на телефоне. 
Ещё одним отрицательным моментом было то, что видео в режиме онлайн или на гостевой файловой системе будет отображаться с меньшим разрешением и частотой кадров.